# Вествуд (Мичиген)
Вествуд (енгл. Westwood) насељено је место без административног статуса у америчкој савезној држави Мичиген.

## Демографија
По попису из 2010. године број становника је 8.653, што је 469 (-5,1%) становника мање него 2000. године.
| Група             | 2000.         | 2010.         |
| Белци             | 7.707 (84,5%) | 6.989 (80,8%) |
| Афроамериканци    | 966 (10,6%)   | 995 (11,5%)   |
| Азијати           | 143 (1,6%)    | 159 (1,8%)    |
| Хиспаноамериканци | 125 (1,4%)    | 236 (2,7%)    |
| Укупно            | 9.122         | 8.653         |